# Fritsch-Kaserne (Koblenz)
Die Fritsch-Kaserne, ursprünglich Flak-Kaserne genannt, war eine Kaserne in Koblenz. Sie wurde 1937 als eine von mehreren Kasernenneubauten bei der Aufrüstung der Wehrmacht auf der Niederberger Höhe erbaut. 1964 wurde die Kaserne nach Werner von Fritsch umbenannt. Seit ihrer Aufgabe 1998 wird die Anlage stückweise einer neuen Nutzung zugeführt.

## Geschichte
Auf der Elling genannten Erhebung im Vorfeld der Feste Ehrenbreitstein sollte in der zweiten Hälfte des 19. Jahrhunderts ein weiteres Festungswerk zur Verstärkung des Systems Oberehrenbreitstein entstehen. Zu diesem Zweck kaufte das Land Preußen das Gelände im März 1865 an. Da das Projekt wenig später zu Gunsten eines Ausbaus des Werks Nöllenkopf aufgegeben wurde, blieb der Elling unbebaut. Das Gelände wurde in der Folge als Exerzierplatz genutzt.
Erst 1937 wurde das Areal schließlich mit wenigen festen Gebäuden und einigen Baracken bebaut. Als reine Flak-Kaserne errichtet, beherbergte sie in der Folge die einzige in Koblenz stationierte Luftwaffeneinheit, die Flak-Stammbatterie. Nach dem Zweiten Weltkrieg wurde hier ein Lager für Displaced Persons eingerichtet, bevor die US-amerikanische (als Camp Thelen) und später die französische Armee (als Quartier Dejean) das Gelände übernahm. 1957 übergab letztere die Kaserne an die Bundeswehr. Zunächst wieder als Flak-Kaserne bezeichnet, wurde sie 1964 in Fritsch-Kaserne umbenannt.
Nachdem 1998 die letzten Soldaten die Kaserne verlassen hatten, erwarb im Jahr 2000 der Landesbetrieb Liegenschafts- und Baubetreuung Rheinland-Pfalz (LBB) Mainz etwa 18.500 m² des Geländes samt Aufbauten. Nach umfassenden Sanierungs- und Renovierungsarbeiten bezog 2001 die Verkehrsdirektion Koblenz und die damalige 22. Bereitschaftspolizeihundertschaft die Gebäude. Ein 2003 vorgestelltes Nutzungskonzept für das verbliebene Restgelände sah den Umzug der Wehrtechnischen Studiensammlung aus Koblenz-Lützel in die ehemalige Fritsch-Kaserne vor, dieser ist aber bislang nicht erfolgt. Seit 2007 befindet sich auf dem Gelände außerdem die Außenstelle Koblenz der Landesarchäologie, ein Teil des ehemaligen technischen Bereichs wird seit der Bundesgartenschau 2011 als Parkplatz genutzt. Seit Januar 2014 steht in der Diskussion, das gesamte Areal in ein neues Wohngebiet umzuwandeln. 2018 waren Verhandlungen über einen Verkauf des Geländes abgeschlossen.

## Belegung
Ab 1937 war die Kaserne von der Flak-Stammbatterie belegt, wie lange die Einheit hier verblieb, ist allerdings nicht bekannt.
Während der Nutzung der Anlage durch die französische Armee war das 3. algerische Spahi-Regiment hier stationiert.
Das am 1. September 1956 auf dem Truppenübungsplatz Hohenfels aufgestellte Panzerbataillon 5 der Bundeswehr wurde am 7. Februar 1957 in die von der französischen Armee übernommene Flak-Kaserne verlegt. Am 1. Januar 1959 wurde die Einheit in „Panzerbataillon 143“ umbenannt. Am 1. Juni 1969 bezog das Panzerbataillon schließlich die Augusta-Kaserne in Koblenz.
Durch Personalabgaben der Panzerkampfgruppe A 5 wurde ab 1. April 1957 die Panzerkampfgruppe C 5 in der Flak-Kaserne gebildet. Dieser Verband wurde 1959 in „Panzerbrigade 15“ umbenannt. 1988 erhielt die Brigade den Beinamen „Westerwald“ verliehen. Mit dem Ende des Kalten Krieges wurde die Brigade am 25. Juni 1993 außer Dienst gestellt. Mit der Brigade war auch deren Spähzug (Panzerspähzug 150 bzw. Brigadespähzug 15) in der Kaserne beheimatet.
Die 1956 in der Freiherr-vom-Stein-Kaserne in Diez aufgestellte Quartiermeisterkompanie 2 wurde 1957 in die Flak-Kaserne nach Koblenz verlegt und blieb am Standort bis 1959.
Am 16. Oktober 1957 wurde das Panzerbataillon 25 in der Kaserne aufgestellt. Zum 16. März 1959 erfolgte die Umbenennung in „Panzerbataillon 153“. Am 1. Juli 1959 wurde das Panzerbataillon 153 geteilt, um das Panzerbataillon 14 aufzustellen. Bis zum 30. September 1992 verblieb die Einheit in der Kaserne, wurde am 1. Oktober 1992 in ein gekadertes Aufwuchsbataillon mit Führungspersonal umgegliedert und nach Westerburg verlegt. Hier wurde es am 6. September 2002 aufgelöst.
Das Panzerbataillon 14 verblieb nur einen Monat bis zum 1. August 1959 in der Flak-Kaserne und wurde sodann nach Stadtoldendorf verlegt.
Die Feldzeugdepotkompanie 606 wurde in Schloss Oranienstein in Diez 1957 aufgestellt und 1958 in die Flak-Kaserne Koblenz verlegt.
Die 2. Kompanie des Instandsetzungsbataillon 5 befand sich von 1958 bis zu ihrer Auflösung am 30. September 1993 in der Kaserne.
Am 1. Juli 1960 wurde das Korpsflugabwehrkommando 3 in der Flak-Kaserne gebildet, 1972 zum Flugabwehrkommando 3 umgegliedert und zeitweise in der Boelcke-Kaserne in Koblenz untergebracht. Dieser Verband wurde zum 30. September 1993 aufgelöst.
1962 wurde die Ausbildungskompanie 12/5 in der Flak-Kaserne aufgestellt, jedoch bereits im selben Jahr nach Schwarzenborn verlegt.
Das 1965 aufgestellte „Technische Bataillon Sonderwaffen 360“, das zur Instandhaltung nuklearfähiger Waffen auf Korpsebene gebildet worden war, fand ab 1966 seine Heimat in der Kaserne. Am 1. Oktober 1975 wurde es zum Instandsetzungsbataillon Elektronik (ELO) 310 umgegliedert und existierte am Standort noch bis 1993. Es wurde im selben Jahr in Montabaur schließlich als Instandsetzungsbataillon 310 neu aufgestellt.
Das Nachschubbataillon 350 wurde als Geräteeinheit im Mobilmachungsstützpunkt der Kaserne 1970 aufgestellt, jedoch bereits 1971 nach Diez an der Lahn verlegt.
Zwischen 1972 und dem 31. Dezember 1979 beherbergte die Kaserne das Feldjägerbataillon 390. Diese Einheit wurde ab 1. Januar 1980 von der 6. Kompanie des Feldjägerbataillon 740 abgelöst, die bis 1986 in der Fritsch-Kaserne verblieb.
Am 1. Januar 1980 wurde in der Kaserne das (gemischte) Panzerbataillon 151 durch Abgaben der Panzerbataillone 153 und 154 aufgestellt. Es verblieb hier bis zu seiner Auflösung am 30. September 1992.
Die nichtaktive Panzerpioniersperrkompanie 741 war im Mobilmachungsstützpunkt der Kaserne zwischen 1980 und 1990 untergebracht.
Von 1972 bis 1981 befand sich die Nachschubkompanie 140 in der Fritsch-Kaserne,
wurde 1981 in Nachschubkompanie 340 umbenannt und blieb bis zur Auflösung 1992/93.
Zwischen dem 1. Oktober 1981 und dem Tag ihrer Auflösung, dem 31. März 1993, war in der Fritsch-Kaserne die Panzerpionierkompanie 340 stationiert.
Die Fahrschulgruppe Koblenz 6 befand sich seit den 1980er Jahren bis zum 31. März 1994 in der Kaserne. Am 1. April 1994 wurden die Fahrschulgruppen zum Kraftfahrausbildungszentrum Koblenz in der Falckenstein-Kaserne zusammengefasst.
Das Stabs- und Fernmeldebataillon 5 war am 1. August 1956 in Grafenwöhr als Panzerfernmeldebataillon 5 entstanden und am 8. März 1957 nach Niederlahnstein verlegt worden. Im Oktober 1957 bezog es die Falckenstein-Kaserne in Koblenz-Lützel. Ab 1. April 1959 erhielt die Einheit den Namen „Fernmeldebataillon 5“. Von März 1969 bis zum 30. September 1993 war das Bataillon in Diez untergebracht. Mit dem Ende des Kalten Krieges wurde das Bataillon am 1. Oktober 1993 mit dem Fernmeldebataillon 330 zum Stabs- und Fernmeldebataillon 5 zusammengefasst sowie in der Fritsch-Kaserne untergebracht. Zum 1. November 1998 verließen mit dieser Einheit durch ihre Verlegung nach Niederlahnstein in die Deines-Bruchmüller-Kaserne die letzten Soldaten die Fritsch-Kaserne. Das Stabs- und Fernmeldebataillon 5 wurde in Niederlahnstein am 1. Juli 2003 zunächst in Fernmeldebataillon 283 umbenannt, erhielt aber bereits am 1. Oktober 2005 eine neue Bezeichnung als „Führungsunterstützungsbataillon 283“. Am 31. März 2015 erfolgte schließlich die Auflösung.
Für die medizinische Versorgung war zwischen dem 1. Juli 1972 und dem 30. September 1997 der Sanitätsbereich 41/15 mit Material ausgestattet. Hinzu kam ab dem 1. Oktober 1966 eine Zahnstation H  014/2, die am 1. Oktober 1972 zur Zahnstation (Terr) H 416 umgegliedert und am 1. April 1981 zur Zahnarztgruppe 409/2 umbenannt wurde. Die Zahnarztgruppe wurde zum 31. Dezember 1998 aufgelöst.